# Polar Skate Co.
Polar Skate Co. – niezależna szwedzka marka skateboardowa oraz streetwearowa, założona w 2011 roku w Malmö przez Pontusa Alva – profesjonalnego skateboardera, filmowca i artystę.

## Historia i założyciel
Marka została założona w 2011 roku w Malmö przez Pontusa Alva, znanego w środowisku skateboardowym z działalności filmowej i artystycznej. Alv, który wcześniej współpracował z innymi markami skateboardingowymi, postanowił stworzyć własną firmę, która miała łączyć europejską estetykę z niezależnym podejściem do produkcji sprzętu i odzieży. Nazwa „Polar” odzwierciedla skandynawskie pochodzenie firmy oraz charakterystyczny, minimalistyczny styl.

## Produkty

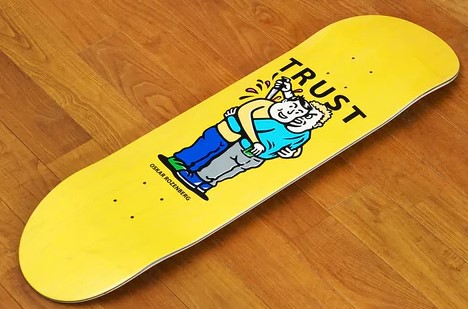
Polar Skate Co Deck

Polar Skate Co. produkuje głównie decki, odzież oraz akcesoria. Deski firmy produkowane są w fabrykach w Meksyku i Europie, a projekty graficzne tworzone są zarówno przez Alva, jak i współpracujących artystów. Produkty marki wyróżniają się ręcznie rysowanymi grafikami oraz odniesieniami do lat 90. i estetyki DIY.

## Drużyna
Marka sponsoruje międzynarodową drużynę profesjonalnych i amatorskich skateboarderów. Do najbardziej rozpoznawalnych członków teamu należą:
- Oskar Rozenberg (Szwecja),
- Hjalte Halberg (Dania),
- Aaron Herrington (Stany Zjednoczone),
- Nick Boserio (Australia),
- Roman González (Francja).

## Filmografia
- In Search of the Miraculous (2010)[5]
- I Like It Here Inside My Mind, Don’t Wake Me This Time (2016)[6]
- We Blew It At Some Point (2018)[7]
- Everything is Normal (2020)[8]
- I Don’t Even Know How To F****ing Airwalk (2024)[9]